# Vivre en funambule
Vivre en funambule est une émission de télévision québécoise réalisée par Vanessa Boisset et présentée sur la chaîne Savoir média depuis le 25 novembre 2020. Elle est animée par l'autrice-compositrice-interprète Florence K.
La série a notamment été financée par le Fonds des médias du Canada et a bénéficié de la collaboration de l'Ordre des psychologues du Québec.

## Synopsis
Animée par Florence K, la série présente des parcours de personnes vivant ou ayant vécu avec un trouble de santé mentale. Chacun des troubles abordés est démystifié et vulgarisé par des chercheurs et des spécialistes.

## Épisodes
Chaque épisode de la série aborde un trouble de santé mentale spécifique. 
1. Trouble de stress post-traumatique
2. Trouble obsessionnel compulsif
3. Trouble de la personnalité antisociale
4. Trouble des conduites alimentaires
5. Trouble de l'usage de substance
6. Deuil complexe